# R2 (游戏)
R2（又稱Reign of Revolution）是一款由NHN Games開發的奇幻类大型多人在线角色扮演游戏，目前韩国由网禅營運，台港澳地区则由樂意傳播运营。遊戲曾獲2006韓國數位內容大賞。

## 故事簡介
在大中世紀逐漸邁向近代之時，一個權力鬥爭的時代開始了。自古以來握有絕對權力的帝權逐漸式微，各地的領主仰望權力與私心開始培養自己的軍事力量，揭開無止盡的征戰。R2的故事就從戈伯特島，一個自古以來人類不曾踏足的島嶼展開。

## 營運狀況
在港澳台地區，遊戲原由網禪進行營運，營運在2012年10月31日結束。2015年7月樂意傳播取得台灣、香港、澳門代理權，預計於2015年第三季上市。在日本則由Hangame進行營運。

## 歷史
2010年11月1號，Hangame宣佈遊戲確定由Webzen營運。

2015年7月3號，樂意傳播宣布取得台港澳代理權。

## 遊戲職業
玩家可選擇以騎士、遊俠、精靈、暗殺者或召喚師進行遊戲。